# 德羅伊烏帕齊拉
德羅伊乌帕齐拉是孟加拉国蘇納姆甘傑縣的一个乌帕齐拉，位於錫爾赫特专区的蘇納姆甘傑縣。

## 人口
據1991年孟加拉國人口普查，德羅伊共有戶數41793戶，人口202791人。其中男性佔比51.38%，女性佔比48.62%；成年人口97539人。該地7歲以上人口之平均識字率為25.3%，低於全國平均值（32.4%）。